# MacKenzie Intervale Ski Jumping Complex

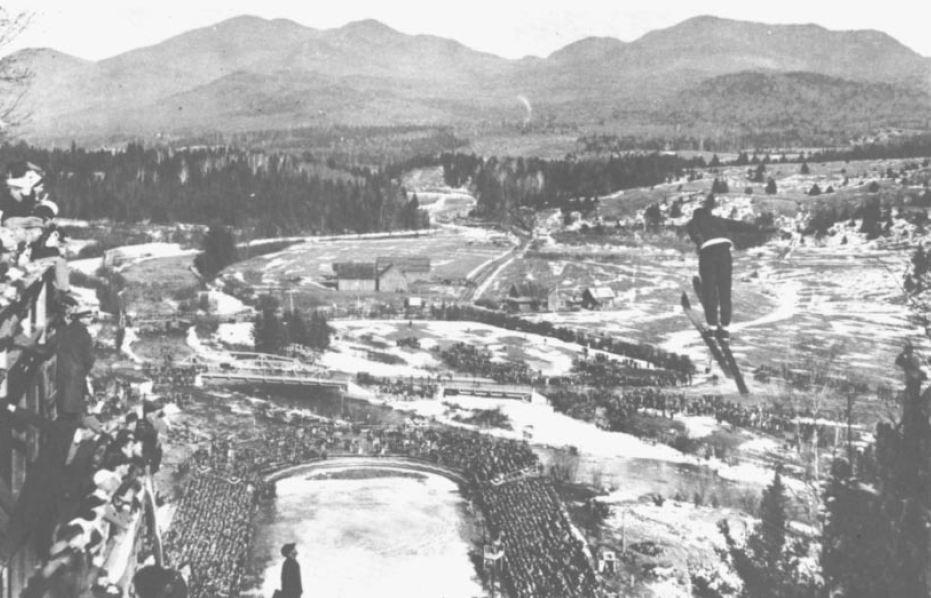
Birger Ruud hoppar i Lake Placid under OS 1932.

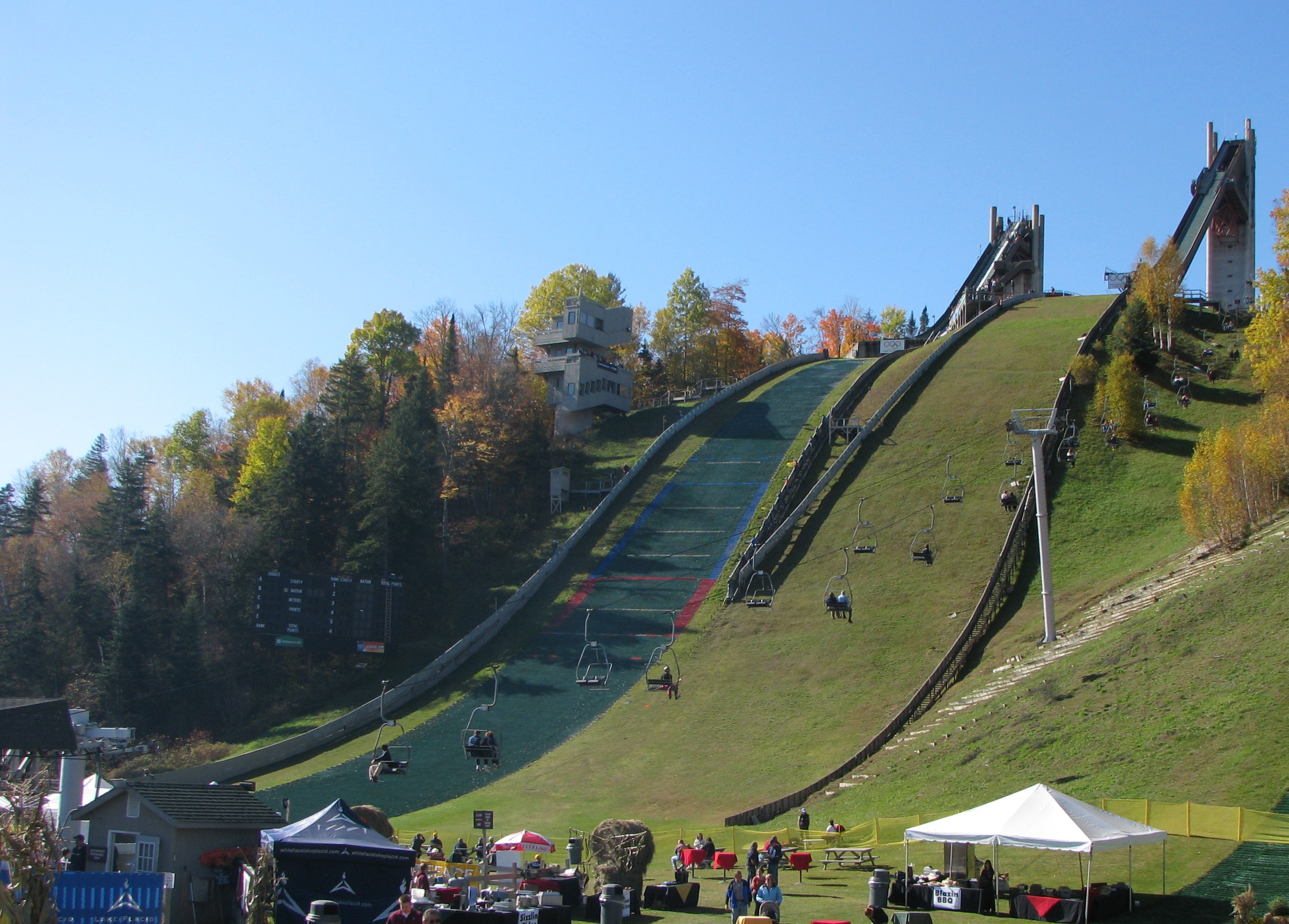
MacKenzie Intervale Ski Jumping Complex september 2008.

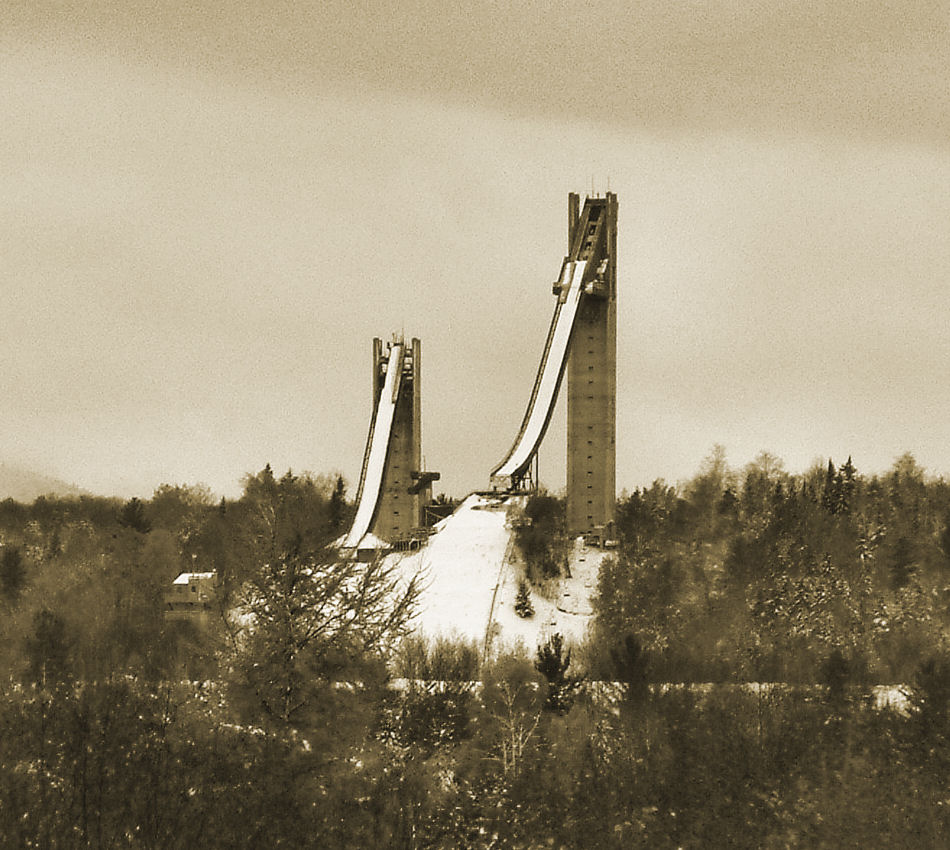
MacKenzie Intervale Ski Jumping Complex 2005.

MacKenzie Intervale Ski Jumping Complex är en backhoppsanläggning i orten Lake Placid i countyt Essex County i delstaten New York i USA. Anläggningen användes under olympiska vinterspelen 1932 och 1980 samt vid Skid-VM 1950. Anläggningen användes även under Universiaden 1972 och vid junior-VM 1986 samt vid deltävlingar i världscupen från 1983 till 1990. 
De större backarna i Lake Placid har K-punkt 120 meter (backstorlek/Hill Size 134 meter) och K-punkt 90 meter (HS 100 meter). Dessutom finns tre mindre backar (K48, K18 och K10) i anknytning till anläggningen.

## Historia
Det bedrevs nordisk skidsport i Lake Placid tidigt på 1900-talet. 1917 byggdes en hoppbacke (K20) vid Golf Hill. Där stod även en mindre backe (K10). Den första backen vid Intervales Hill byggdes 1920. Under invigningen av backen (K35) 21 februari 1921 hoppade Anthony Maurer längst, 124 fot (37,8 meter). Backen byggdes om och utvidgades 1923 (K50) och 1927/1928 då backen försågs med et torn av stål. Konstruktör var Godfrey Dewey, ledare för olympiska kommittén iför spelen 1932. Under backhoppstävlingarna i OS 1932 hade Hans Beck från Norge längsta hoppet, 71,5 meter. Tävlingen vanns av norrmannen Birger Ruud före lagkamraterna Hans Beck och Kaare Wahlberg.
Inför olympiska spelen 1980 byggdes nya backar i Intervales Hill. Konstruktören var Karl Martitsch. Normalbacken (då K86) stod klar i maj 1977 och stora backen var färdig, något försenad, i februari 1979. backarna fick torn av stål och betong. Under backhoppstävlingarna i OS 1980 vann Toni Innauer från Österrike tävlingen i normalbacken, före  Manfred Deckert från Östtyskland och Hirokazu Yagi från Japan som delade silvermedaljen. Tävlingen i stora backen vanns av Jouko Törmänen från Finland, före Hubert Neuper från Österrike och finländaren Jari Puikkonen.
Senare har backarna moderniserats och förbättrats. Normalbacken har plastmattor och kan användas även på sommaren. Det finns även en permanent snökanon i anläggningen. Matti Nykänen vann den första världscupdeltävlingen som arrangerades i Lake Placid (1983). Den hittills (2012) sista världscuptävlingen (1990) vanns av André Kiesewetter från Tyskland. Sommartävlingar i kontinentalcupen arrangerades i normalbacken 2005 (kvinnor och män) och 2007 (endast kvinnor). Intervale Ski Jumping Complex används numera endast i nationella tävlingar.

## Backrekord
Officiellt backrekord i stora backen tillhör finländaren Veli-Matti Lindström. Han hoppade 135,5 meter 2 februari 2002. I normalbacken är backrekordet 105,0 meter och tillhör Andrew Osadetz från Kanada. Backrekordet på plast sattes av hemmahopparen Peter Frenette, som hoppade 108,0 meter 9 oktober 2010.

## Viktiga tävlingar
| Datum            | Vinnare                                                            | Andra plats                                         | Tredje plats                                                            | Tävling                            |
| ---------------- | ------------------------------------------------------------------ | --------------------------------------------------- | ----------------------------------------------------------------------- | ---------------------------------- |
| 12 februari 1932 | Birger Ruud, Norge                                                 | Hans Beck, Norge                                    | Kaare Wahlberg, Norge                                                   | Olympiska spelen 1932              |
| 5 februari 1950  | Hans Bjørnstad, Norge                                              | Thure Lindgren, Sverige                             | Arnfinn Bergmann, Norge                                                 | Skid-VM 1950                       |
| 17 februari 1980 | Toni Innauer, Österrike                                            | Manfred Deckert, Östtyskland Hirokazu Yagi, Japan   |                                                                         | Olympiska spelen 1980, nromalbacke |
| 23 februari 1980 | Jouko Törmänen, Finland                                            | Hubert Neuper, Österrike                            | Jari Puikkonen, Finland                                                 | Olympiska spelen 1980, stor backe  |
| 15 januari 1983  | Matti Nykänen, Finland                                             | Armin Kogler, Österrike                             | Jeff Hastings, USA Mike Holland, USA                                    | Världscup, stor backe              |
| 16 januari 1983  | Matti Nykänen, Finland                                             | Armin Kogler, Österrike                             | Steinar Bråten, Norge                                                   | Världscup, stor backe              |
| 17 december 1983 | Primož Ulaga, Jugoslavien                                          | Matti Nykänen, Finland                              | Horst Bulau, Kanada Jeff Hastings, USA                                  | Världscup, normalbacke             |
| 18 december 1983 | Jeff Hastings, USA                                                 | Primož Ulaga, Jugoslavien                           | Jiří Parma, Tjeckoslovakien                                             | Världscup, stor backe              |
| 15 december 1984 | Andreas Felder, Österrike                                          | Jiří Parma, Tjeckoslovakien                         | Ernst Vettori, Österrike                                                | Världscup, normalbacke             |
| 16 december 1984 | Andreas Felder, Österrike                                          | Jari Puikkonen, Finland                             | Per Bergerud, Norge                                                     | Världscup, stor backe              |
| 14 december 1985 | Vegard Opaas, Norge                                                | Primož Ulaga, Jugoslavien                           | Pavel Ploc, Tjeckoslovakien                                             | Världscup, stor backe              |
| 15 december 1985 | Franz Neuländtner, Österrike                                       | Ernst Vettori, Österrike                            | Steve Collins, Kanada                                                   | Världscup, normalbacke             |
| 11 februari 1986 | Ivan Lunardi, Italien                                              | Christian Rimmel, Västtyskland                      | Clas Brede Bråthen, Norge                                               | Junior-VM (normalbacke)            |
| 13 februari 1986 | Västtyskland F. Brau Robert Leonhard Christian Rimmel Dieter Thoma | Italien Virginio Lunardi Carlo Pinzani Paolo Rigoni | Sovjetunionen Sergej Badenko J. Durinov Mikhail Jesin Jevgenij Vasjurin | Junior-VM, lag (normalbacke)       |
| 13 december 1986 | Vegard Opaas, Norge                                                | Ernst Vettori, Österrike                            | Primož Ulaga, Jugoslavien                                               | Världscup, normalbacke             |
| 14 december 1986 | Ernst Vettori, Österrike                                           | Primož Ulaga, Jugoslavien                           | Vegard Opaas, Norge                                                     | Världscup, stor backe              |
| 12 december 1987 | Pavel Ploc, Tjeckoslovakien                                        | Dieter Thoma, Västtyskland                          | Andreas Bauer, Västtyskland                                             | Världscup, stor backe              |
| 13 december 1987 | Pavel Ploc, Tjeckoslovakien                                        | Tjeckoslovakien Jiří Parma, Tjeckoslovakien         | Vegard Opaas, Norge                                                     | Världscup, normalbacke             |
| 10 december 1988 | Jan Boklöv, Sverige                                                | Ernst Vettori, Österrike                            | Pekka Suorsa, Finland                                                   | Världscup, stor backe              |
| 11 december 1988 | Vegard Opaas, Norge                                                | Ernst Vettori, Österrike                            | Thomas Klauser, Västtyskland                                            | Världscup, normalbacke             |
| 9 december 1989  | Ernst Vettori, Österrike                                           | Matti Nykänen, Finland                              | Jan Boklöv, Sverige                                                     | Världscup, stor backe              |
| 10 december 1989 | Ari-Pekka Nikkola, Finland                                         | Ernst Vettori, Österrike                            | Andreas Felder, Österrike                                               | Världscup, normalbacke             |
| 1 december 1990  | Andreas Felder, Österrike                                          | Ari-Pekka Nikkola, Finland                          | Anssi Nieminen, Finland                                                 | Världscup, normalbacke             |
| 2 december 1990  | André Kiesewetter, Tyskland                                        | Stephan Zünd, Schweiz                               | Ernst Vettori, Österrike                                                | Världscup, stor backe              |